# Hedwig Lachmann
Hedwig Lachmann (29 de agosto de 1865–21 de febrero de 1918) fue una escritora, traductora y poetisa alemana. 

## Biografía
Lachmann nació en Stolp, Pomerania en 1865 y fue la mayor de los seis hijos del rabino judío Isaak Lachmann (1838–1900). Pasó su niñez en Stolp y luego siete años en Hürben (Suabia) y a la edad de 15 años aprobó los exámenes en Augsberg para maestra de lenguaje. Dos años más tarde fue institutriz en Inglaterra. 
De 1899 hasta 1917 perteneció a las sociedades de poesía Friedrichshagener y Pankower. 
Conoció a su futuro esposo, el teórico anarquista Gustav Landauer, en 1899 en la casa de Richard Demahls. Contrajeron matrimonio en 1903.
Murió en Krumbach, Suabia en 1918.

## Obras

### Poesía
Im Bilde 1902
Collection of Poetry post. 1919

### Traducciones
Del inglés al alemán:
Oscar Wilde: Salome
Obras de Edgar Allan Poe
Obras de Rabindranath Tagore
Del húngaro al alemán:
Poesía Húngara 1891
Obras de Sándor Petőfi
Del francés al alemán:
Obras de Honoré de Balzac